# أوقست غونارسون
أوقست غونارسون (بالسويدية: August Gunnarsson)‏ هو لاعب هوكي الجليد سويدي، ولد في 31 مارس 1996 في أوربرو في السويد.

## وصلات خارجية
- أوقست غونارسون على موقع EliteProspects.com (الإنجليزية)
- أوقست غونارسون على موقع HockeyDB.com (الإنجليزية)